# Історія занепаду та загибелі Римської імперії (книга)
Історія занепаду та загибелі Римської імперії — історична праця англійського історика Едварда Гіббона, котра відстежує траєкторію Західної цивілізації (разом з арабським та монгольським завоюваннями) з періоду високої Римської імперії до падіння Візантії.
Опублікована в шести томах, українською не видавалася. Перший том опубліковано в 1776 році, витримав шість перевидань. II та III томи видано у 1781 році; IV, V і VI в 1788–1789 роках. Праця виходила у форматі quarto, типовому для тих часів. Робота охоплює історію Римської імперії від 98-го до 1590-го року, історію раннього християнства, а потім римської державної церкви та історію Європи і обговорює занепад Римської імперії на Сході й на Заході. Через свою відносну об'єктивність та інтенсивне використання первинних джерел, незвичайний підхід у той час методологія Гіббона стала зразком для наступних істориків. Гіббона можна називати першим «сучасним істориком Стародавнього Риму».
У 1801 році за дорученням імператора Павла I видатний український релігійний діяч Анастасій (Братановський-Романенко) переписав (з виправленнями) і розмножив працю британського історика Едварда Ґіббона «Історія занепаду та загибелі Римської імперії».